# Filter (Strukturanalyse)
In der Strukturdynamik wird als Filter ein Modell bezeichnet, das im Zustandsraum dargestellt wird. Diese Darstellung eines Filters als ein System ist auch in der Elektrotechnik zur Beschreibung von Schwingungssystemen üblich.

## Zustandsraumdarstellung
Die Zustandsraumdarstellung besteht aus einer Steuergleichung
{\displaystyle {\dot {z}}(t)=A\cdot z(t)+B\cdot u(t)}
und einer Beobachtungsgleichung
{\displaystyle y(t)=C\cdot z(t)+D\cdot u(t)}
Hierbei ist {\displaystyle z(t)} der Zustandsvektor des Systems {\displaystyle S\left({A,B,C,D}\right)},  {\displaystyle u(t)} entspricht dem Eingangsvektor und {\displaystyle y(t)} dem Ausgangsvektor. Die Matrizen {\displaystyle A,B,C} und {\displaystyle D} sind die Matrizen des Filters. Die Systemmatrix {\displaystyle A} beschreibt die Dynamik des Prozesses, sie ist quadratisch; die übrigen Matrizen in der Regel nicht. {\displaystyle B} wird Eingangs- oder Steuermatrix genannt; {\displaystyle C} ist die Ausgangs- oder Beobachtungsmatrix und {\displaystyle D} ist die Durchgangsmatrix.

## Formfilter (Lastfilter)
Ein Formfilter ist die Systemdarstellung einer stochastischen dynamischen Last. Dabei wird am Systemeingang gaußisches weißes Rauschen w(t) angenommen. Am Systemausgang ergibt sich der gesuchte Lastvektor f(t):
{\displaystyle {\dot {\mathbf {z} }}_{1}(t)=\mathbf {A} _{1}\cdot \mathbf {z} _{1}(t)+\mathbf {B} _{1}\cdot \mathbf {w} (t)}
{\displaystyle \mathbf {f} (t)=\mathbf {C} _{1}\cdot \mathbf {z} _{1}(t)+\mathbf {D} _{1}\cdot \mathbf {w} (t)}
Die Systemzustandsvariable {\displaystyle \mathbf {z} _{1}(t)} hat keine physikalische Bedeutung. Die Systemmatrizen {\displaystyle \mathbf {A} _{1},\mathbf {B} _{1},\mathbf {C} _{1},\mathbf {D} _{1}} sind unbekannt und müssen bestimmt werden. Dieser Vorgang wird als Identifikation bezeichnet.
Das oben dargestellte Formfilter ist ein kontinuierliches Filter, das aus Differentialgleichungen besteht. Für die Identifikation der Systemmatrizen ist es günstiger, eine diskrete Filterdarstellung zu wählen:
{\displaystyle \mathbf {z} _{1d<k+1>}=\mathbf {A} _{1d}\cdot \mathbf {z} _{1d<k>}+\mathbf {B} _{1d}\cdot \mathbf {w} _{d<k>}}
{\displaystyle \mathbf {f} _{d<k>}=\mathbf {C} _{1d}\cdot \mathbf {z} _{1d<k>}+\mathbf {D} _{1d}\cdot \mathbf {w} _{d<k>}}
Die Matrizen des diskreten Systems sind unterschiedlich von denen des kontinuierlichen Systems. Sie können jedoch mit einer diskret-kontinuierlichen Transformation umgerechnet werden.
Die Ordnung des Systems sei mit n bezeichnet, die Anzahl der Lastkanäle (Ausgangskanäle) mit p und die Anzahl der Eingangskanäle mit q. Dann hat {\displaystyle \mathbf {A} _{1}} die Größe (n x n), {\displaystyle \mathbf {B} _{1}} die Größe (n x q), {\displaystyle \mathbf {C} _{1}} die Größe (p x n) und {\displaystyle \mathbf {D} _{1}} die Größe (p x q).

## Tragwerksfilter (Strukturfilter)
Wendet man die Systemdarstellung auf die Tragwerksberechnung an, dann ist die Bewegungsgleichung eines dynamisch belasteten Tragwerks dabei die Grundlage:
{\displaystyle \mathbf {M} \cdot {\ddot {\mathbf {x} }}(t)+\mathbf {D} \cdot {\dot {\mathbf {x} }}(t)+\mathbf {K} \cdot \mathbf {x} (t)=\mathbf {T} \cdot \mathbf {f} (t)}
Hier ist T eine Transformationsmatrix, die die Freiheitsgrade des Tragwerks mit den Kanälen der Last f(t) verbindet. M, D und K sind die Masse-, Dämpfungs- und Steifigkeitsmatrix des Tragwerks. Die Systemzustandsvariable x(t) entspricht den Verschiebungsgrößen des Tragwerks.
Durch einfache Umformung und Hinzufügen der Identitätsgleichung
{\displaystyle {\dot {\mathbf {x} }}\left(t\right)={\dot {\mathbf {x} }}\left(t\right)}
erhält man die Zustandsraumdarstellung und damit ein Filter für das mechanische System der Tragwerksreaktion:
{\displaystyle {\begin{pmatrix}\mathbf {\dot {x}} (t)\\{\ddot {\mathbf {x} }}(t)\end{pmatrix}}={\begin{pmatrix}\mathbf {0} &\mathbf {I} \\{-\mathbf {M} ^{-1}\mathbf {K} }&{-\mathbf {M} ^{-1}\mathbf {D} }\end{pmatrix}}\cdot {\begin{pmatrix}\mathbf {x} (t)\\{\dot {\mathbf {x} }}(t)\end{pmatrix}}+{\begin{pmatrix}\mathbf {0} \\{-\mathbf {M} ^{-1}\mathbf {T} }\end{pmatrix}}\cdot \mathbf {f} (t)}
Durch Einführung von Filtermatrizen {\displaystyle \mathbf {A} _{2}} und {\displaystyle \mathbf {B} _{2}} erhält man
{\displaystyle {\dot {\mathbf {z} }}_{2}\left(t\right)=\mathbf {A} _{2}\cdot \mathbf {z} _{2}\left(t\right)+\mathbf {B} _{2}\cdot \mathbf {f} \left(t\right)}
mit
{\displaystyle \mathbf {z} _{2}(t)={\begin{pmatrix}\mathbf {x} (t)\\{\dot {\mathbf {x} }}(t)\end{pmatrix}}}
Diese Filtermatrizen {\displaystyle \mathbf {A} _{2}} und {\displaystyle \mathbf {B} _{2}} sind durch die Tragwerksstruktur direkt gegeben und können durch ein Finite-Elemente-Programm ermittelt werden. Ergänzt man eine Beobachtungsgleichung
{\displaystyle \mathbf {z} _{2}\left(t\right)=\mathbf {C} _{2}\cdot \mathbf {z} _{2}\left(t\right)+\mathbf {D} _{2}\cdot \mathbf {f} \left(t\right)}
mit {\displaystyle \mathbf {C} _{2}=\mathbf {1} } und {\displaystyle \mathbf {D} _{2}=\mathbf {0} }, dann erhält man ein System {\displaystyle \mathbf {S} _{2}\left({\mathbf {A} _{2},\mathbf {B} _{2},\mathbf {C} _{2},\mathbf {D} _{2}}\right)}  für das Tragwerksfilter. Dieses Filter ist ein kontinuierliches Filter, das aus Differentialgleichungen besteht.

## Verbindung von Lastfilter und Strukturfilter zu einem Gesamtfilter
Die Filtergleichungen von Lastfilter {\displaystyle \mathbf {S} _{1}\left({\mathbf {A} _{1},\mathbf {B} _{1},\mathbf {C} _{1},\mathbf {D} _{1}}\right)} und Strukturfilter {\displaystyle \mathbf {S} _{2}\left({\mathbf {A} _{2},\mathbf {B} _{2},\mathbf {C} _{2},\mathbf {D} _{2}}\right)} können zu einem Gesamtfilter kombiniert werden. Bindeglied ist der Lastvektor {\displaystyle \mathbf {f} (t)}. Damit erhält man ein Filter, das sowohl Last wie Struktur beschreibt, und gaußsches weißes Rauschen {\displaystyle \mathbf {w} (t)} als Eingangssignal hat:
{\displaystyle {\begin{pmatrix}{\dot {\mathbf {x} }}(t)\\{\ddot {\mathbf {x} }}(t)\\{\dot {\mathbf {z} }}_{1}(t)\end{pmatrix}}={\begin{pmatrix}\mathbf {0} &\mathbf {I} &\mathbf {0} \\{-\mathbf {M} ^{-1}\mathbf {K} }&{-\mathbf {M} ^{-1}\mathbf {D} }&{\mathbf {M} ^{-1}\mathbf {T} \mathbf {C} _{1}}\\\mathbf {0} &\mathbf {0} &{\mathbf {A} _{1}}\end{pmatrix}}\cdot {\begin{pmatrix}\mathbf {x} (t)\\{\dot {\mathbf {x} }}(t)\\\mathbf {z} _{1}(t)\end{pmatrix}}+{\begin{pmatrix}\mathbf {0} \\\mathbf {0} \\{\mathbf {B} _{1}}\end{pmatrix}}\cdot \mathbf {w} (t)}
{\displaystyle \Leftrightarrow {\begin{pmatrix}{\dot {\mathbf {z} }}_{2}(t)\\{\dot {\mathbf {z} }}_{1}(t)\end{pmatrix}}={\begin{pmatrix}\mathbf {A} _{2}&{\mathbf {B} _{2}\mathbf {C} _{1}}\\\mathbf {0} &\mathbf {A} _{1}\end{pmatrix}}\cdot {\begin{pmatrix}\mathbf {z} _{2}(t)\\\mathbf {z} _{1}(t)\end{pmatrix}}+{\begin{pmatrix}\mathbf {0} \\\mathbf {B} _{1}\end{pmatrix}}\cdot \mathbf {f} (t)}
{\displaystyle \Leftrightarrow {\dot {\mathbf {z} }}_{G}(t)=\mathbf {A} _{G}\cdot \mathbf {z} _{G}(t)+\mathbf {B} _{G}\cdot \mathbf {w} (t)}
Dieses Filter wird bei der Kovarianzanalyse in der Strukturdynamik zur Untersuchung von Problemen mit stochastischen Lasten verwendet, um statistische Kennwerte (Varianzen und Kovarianzen) der Tragwerksantwort zu erhalten.